# Geonoma
Geonoma – rodzaj roślin z rodziny arekowatych. Obejmuje 68 gatunków. Występują one w strefie międzyzwrotnikowej kontynentów amerykańskich, od środkowego Meksyku na północy po Paragwaj i południową Brazylię na południu. Cztery gatunki rosną także na Antylach. Podszytowe palmy tropikalnych lasów nizinnych i lasów górskich, w tym sięgające nawet 3150 m n.p.m. (Geonoma undata w Andach). Niektóre (np. Geonoma cuneata) rosną w ciekach (są reofitami).
Niektóre gatunki uprawiane są jako ozdobne, a ich pąki liściowe (tzw. kapusta palmowa) są spożywane. Liście tych palm bywają używane do przykrywania dachów, które cechują się długą trwałością (od 6 do 12 lat). 

## Morfologia

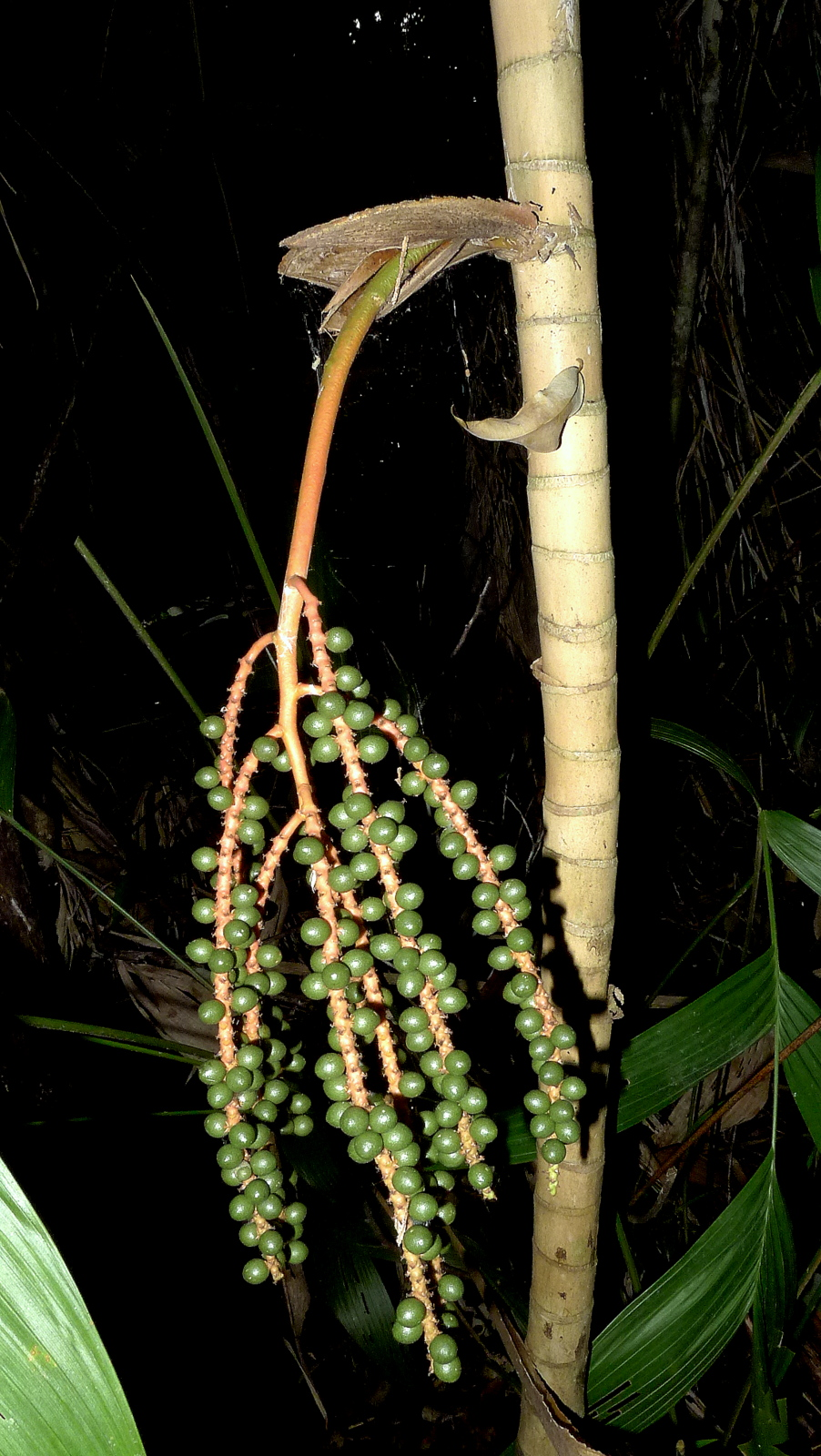
Owoce Geonoma pohliana

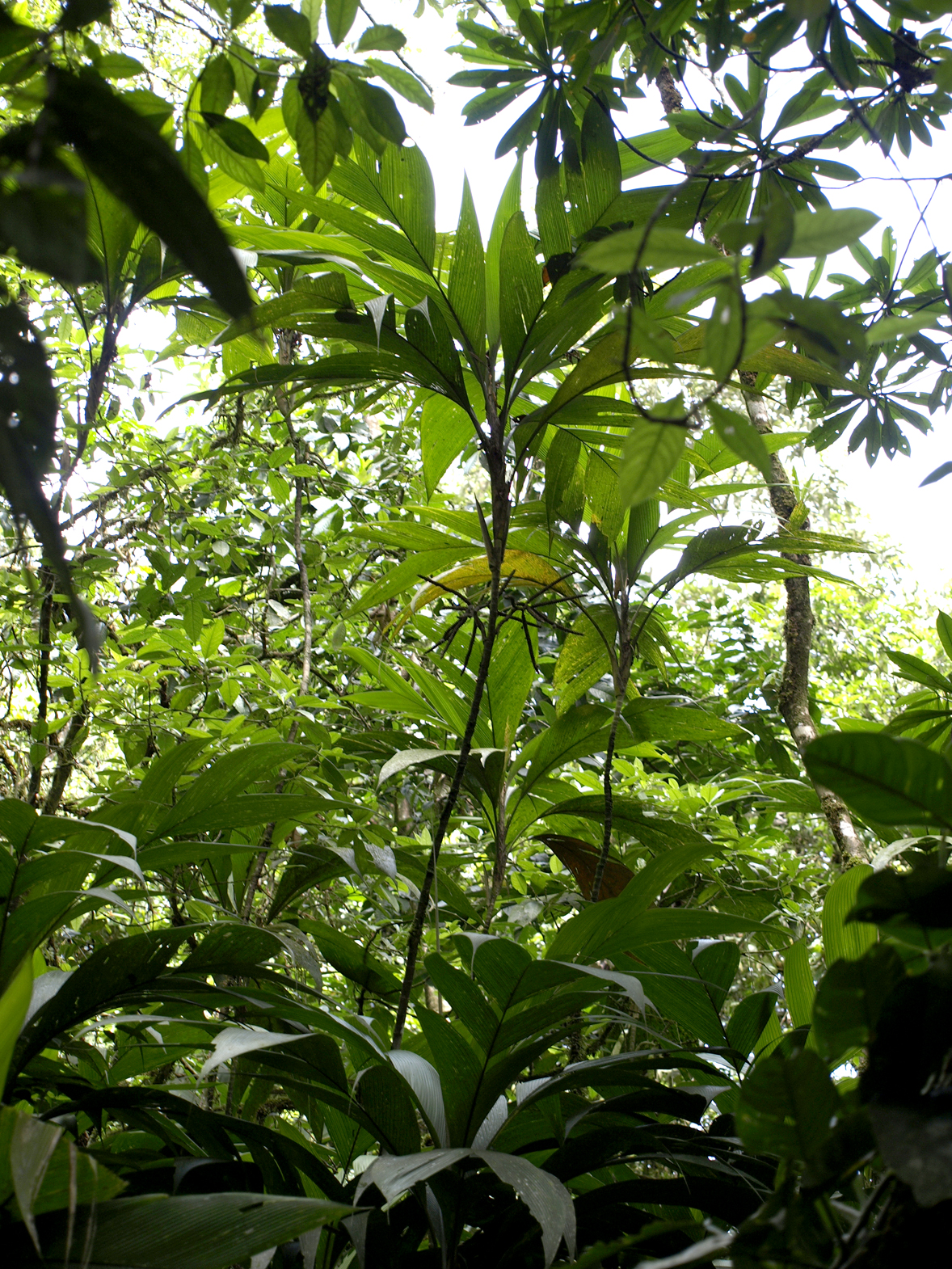
Geonoma congesta

PokrójPalmy niewielkich lub średnich rozmiarów, z pojedynczymi kłodzinami lub rosnące kępiasto, pozbawione kolców. Z kłodziną smukłą i wzniesioną lub bardzo skróconą i podziemną, z niezbyt wydatnymi lub okazałymi śladami liściowymi, zbliżonymi lub oddalonymi od siebie, od zewnątrz kłodzina jest włóknista, barwy od pomarańczowej do szarej.
LiściePojedyncze i rozwidlone na końcu, z 2–3 parami listków lub pierzastozłożone, podzielone regularnie (tj. na równe odcinki) lub nieregularne – różnej wielkości odcinki, całobrzegie lub rozwidlone na końcach. Pochwy liściowe krótkie, otwierające się po przeciwnej stronie względem ogonka, nagie lub omszone. Ogonek liściowy różnej długości, od góry rynienkowaty lub płaski, od spodu zaokrąglony, gładki lub omszony. Blaszki liściowe skórzaste lub cienkie, zwykle gładkie z wierzchu, a od spodu zwykle omszone lub pokryte łuskami, zwłaszcza na głównych wiązkach przewodzących.
KwiatyJednopłciowe, ale kwiaty obu płci wyrastają na tych samych roślinach (palmy jednopienne). Kwiatostany są kłosokształtne, rozwidlone lub rozgałęziają się 3–4-krotnie. Szypuła kwiatostanu różnej długości, naga lub omszona. Podsadka (spatha) rurkowata, krótka lub długa, cienka lub skórzasta, naga lub owłosiona, zaostrzona. Podobne podsadki wyrastają w kątach rozgałęzień kwiatostanu. Na osi rozwijają się triady kwiatów w owłosionych lub nagich zagłębieniach osi kwiatostanu, wsparte podsadkami przylegającymi lub odstającymi, ułożonymi skrętolegle, w okółkach lub rzędami na osi kwiatostanu.
Kwiaty męskie do połowy wystają z zagłębienia osi kwiatostanu. Trzy listki zewnętrznego okółka okwiatu wolne, wąskie, z zaokrąglonym końcem. Trzy listki wewnętrznego zrośnięte na ponad połowie długości. Pręcików jest zwykle 6 (rzadziej 3 lub więcej). Nitki różnie wykształcone, zrośnięte lub wolne, krótkie lub długie. Łącznik w główce pręcika się rozwidla i pylniki są rozchylone i wydłużone, czasem krótkie i złączone.
Kwiaty żeńskie mocno zagłębione w osi kwiatostanu z której wystają tylko ich końce. Trzy listki okółka zewnętrznego są zrośnięte nasadami i przylegają do osi kwiatostanu. Trzy listki okółka wewnętrznego zrośnięte są w rurkę, z trzema odgiętymi łatkami na końcu. Prątniczki połączone w rurkę z 6 łatkami lub ząbkami. Zalążnia początkowo trójkomorowa, ale w czasie kwitnienia rozwija się tylko jedna z jednym zalążkiem. Szyjka słupka rurkowata zwieńczona silnie odgiętymi i wąskimi ramionami znamienia.
OwoceKulistawe, czasem z zaostrzonym nieco wierzchołkiem, zielone do brązowych lub czarnopurpurowych, jednonasienne pestkowce. Szypułki w czasie dojrzewania owoców często jaskrawo zabarwione. Egzokarp jest cienki i gładki. Mezokarp cienki, podłużnie włóknisty. Endokarp błoniasty lub skorupiasty i pomarszczony. Nasiono kuliste. Owoce tego rodzaju bywają niewielkie, u niektórych gatunków dochodząc ledwie do 4,5 mm średnicy – są to najmniejsze owoce wśród palm.

## Systematyka

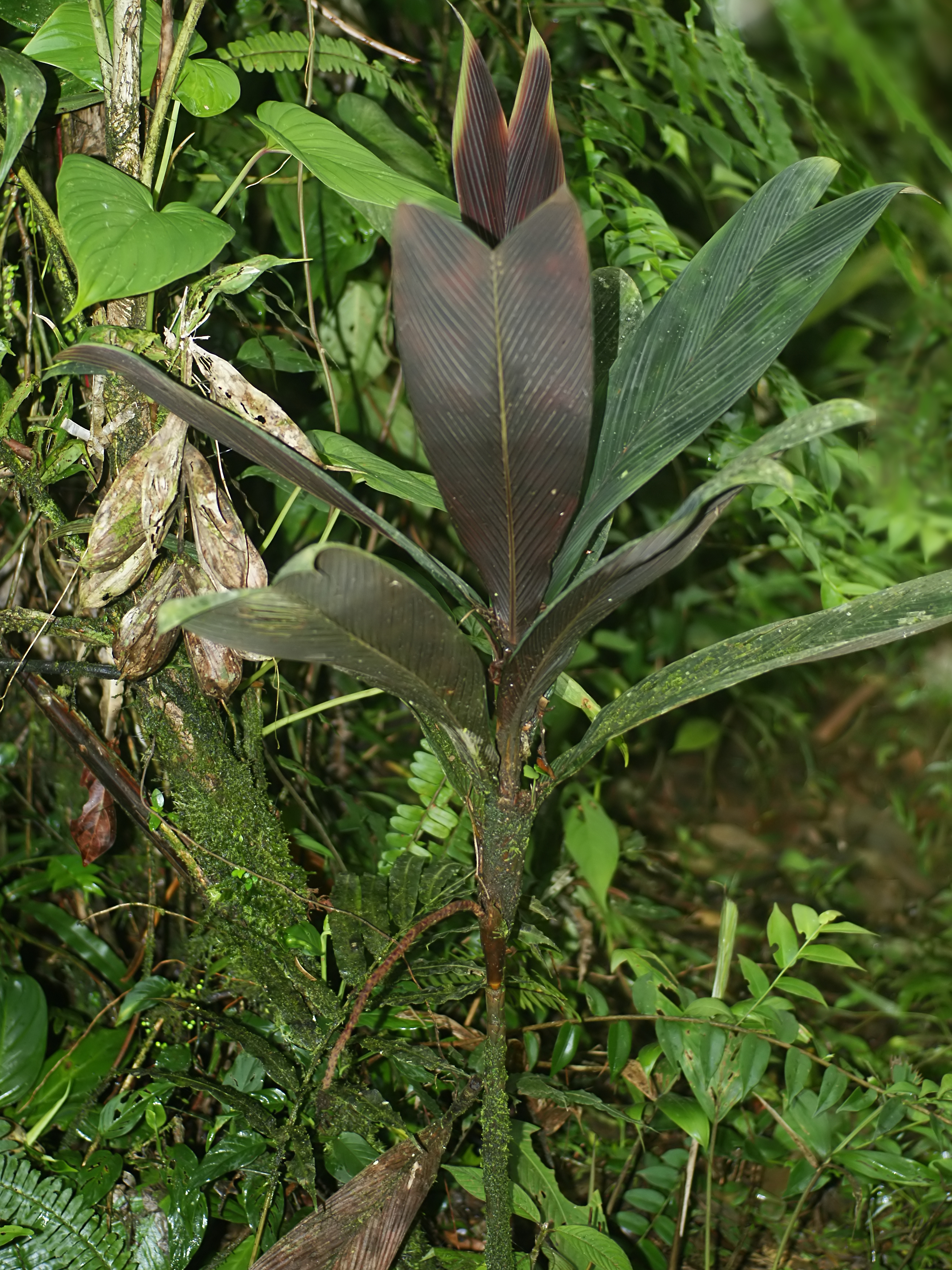
Geonoma epetiolata

Rodzaj z rodziny arekowatych (Arecaceae) z rzędu arekowców (Arecales). W obrębie rodziny należy do podrodziny Arecoideae, plemienia Geonomateae.
Wykaz gatunków
- Geonoma aspidiifolia Spruce
- Geonoma baculifera (Poit.) Kunth
- Geonoma bernalii A.J.Hend.
- Geonoma braunii (F.W.Stauffer) A.J.Hend.
- Geonoma brenesii Grayum
- Geonoma brongniartii Mart.
- Geonoma calyptrogynoidea Burret
- Geonoma camana Trail
- Geonoma chlamydostachys Galeano
- Geonoma chococola Wess.Boer
- Geonoma concinna Burret
- Geonoma concinnoidea A.J.Hend.
- Geonoma congesta H.Wendl. ex Spruce
- Geonoma cuneata H.Wendl. ex Spruce
- Geonoma deneversii A.J.Hend.
- Geonoma deversa (Poit.) Kunth
- Geonoma dindoensis A.J.Hend.
- Geonoma divisa H.E.Moore
- Geonoma elegans Mart.
- Geonoma epetiolata H.E.Moore
- Geonoma euspatha Burret
- Geonoma ferruginea H.Wendl. ex Spruce
- Geonoma fosteri A.J.Hend.
- Geonoma frontinensis Burret
- Geonoma galeanoae A.J.Hend.
- Geonoma gentryi A.J.Hend.
- Geonoma hollinensis A.J.Hend., Borchs. & Balslev
- Geonoma hugonis Grayum & de Nevers
- Geonoma interrupta (Ruiz & Pav.) Mart.
- Geonoma lanata A.J.Hend., Borchs. & Balslev
- Geonoma laxiflora Mart.
- Geonoma lehmannii Dammer ex Burret
- Geonoma leptospadix Trail
- Geonoma longepedunculata Burret
- Geonoma longivaginata H.Wendl. ex Spruce
- Geonoma macrostachys Mart.
- Geonoma maxima (Poit.) Kunth
- Geonoma monospatha de Nevers
- Geonoma mooreana de Nevers & Grayum
- Geonoma multisecta (Burret) Burret
- Geonoma occidentalis (A.J.Hend.) A.J.Hend.
- Geonoma oldemanii Granv.
- Geonoma oligoclona Trail
- Geonoma operculata A.J.Hend.
- Geonoma orbignyana Mart.
- Geonoma paradoxa Burret
- Geonoma pauciflora Mart.
- Geonoma peruviana A.J.Hend.
- Geonoma pinnatifrons Willd.
- Geonoma poeppigiana Mart.
- Geonoma pohliana Mart.
- Geonoma poiteauana Kunth
- Geonoma sanmartinensis A.J.Hend.
- Geonoma santanderensis Galeano & R.Bernal
- Geonoma schizocarpa A.J.Hend.
- Geonoma schottiana Mart.
- Geonoma scoparia Grayum & de Nevers
- Geonoma simplicifrons Willd.
- Geonoma spinescens H.Wendl. ex Burret
- Geonoma stricta (Poit.) Kunth
- Geonoma talamancana Grayum
- Geonoma tenuissima H.E.Moore
- Geonoma triandra (Burret) Wess.Boer
- Geonoma triglochin Burret
- Geonoma trigona (Ruiz & Pav.) A.H.Gentry
- Geonoma umbraculiformis Wess.Boer
- Geonoma undata Klotzsch
- Geonoma venosa A.J.Hend.